# Лари Уингет
Лари Уингет (на английски: Larry Winget) е американски мотивационен говорител и писател на бестселъри в жанра литература за самопомощ по темите за парите, личния успех и бизнеса.

## Биография и творчество
Лари Уингет е роден на 2 октомври 1952 г. в Мъскоги, Оклахома, САЩ, в семейство на търговци на дребно. Завършва Централната гимназия на Мъскоги и Североизточния държавен университет на Оклахома в Тахлекуа.
Започва кариерата си като успешен продавач и след това става мениджър по продажбите за AT&T. По-късно създава три компании от нулата и ги изгражда в успешни, процъфтяващи бизнеси.
Чете лекции като мотивационен говорител и участва в много телевизионни документални серии и предавания. Говорил е в около 400 от компаниите от Fortune 500 в целия свят и е отличен за изключителния си принос с включване в Международната зала на славата на ораторите. Наричан е „Питбула на личностното развитие“.
Първата му книга „Спри да хленчиш! Размърдай си задника“ е публикувана през 2004 г.
Женен е за Роз Мари Уингет, с която имат двама сина – Тайлър и Патрик. Лари Уингет живее със семейството си в Скотсдейл, Аризона.

## Произведения
- Shut Up, Stop Whining, & Get A Life: A Kick-Butt Approach to a Better Life (2004)
Спри да хленчиш! Размърдай си задника, изд.: ИК „Кръгозор“, София (2007, 2012), прев. Асен Георгиев
- It's Called Work For A Reason! (2007)
Размърдай си задника: не се скатавай! Работи!, изд.: ИК „Кръгозор“, София (2008), прев. Росица Панайотова
Неслучайно му викаме бачкане!, изд.: „Гнездото“, София (2017), прев. Златка Миронова
- You're Broke Because You Want To Be: How to Stop Getting By and Start Getting Ahead (2008)
Разорен си, защото го искаш : как да престанеш да я караш някак си и да започнеш да прогресираш, изд. „Анхира“ (2017), прев. Красимира Матева
- People Are Idiots and I Can Prove It!: The Ten Ways You Are Sabotaging Your Life and How To Overcome Them (2008)
Не се прецаквай сам, изд.: ИК „Кръгозор“, София (2009), прев. Паулина Мичева
Не бъди идиот! Не се прецаквай сам! : защо сами проваляме живота си и как да спрем да го правим, изд.: „Гнездото“, София (2017), прев. Златка Миронова
- No Time For Tact: 365 Days of The Wit, Words and Wisdom of Larry Winget (2009)
Безцеремонно : 365 дни с най-доброто от Лари Уингет, изд.: „Скайпринт“, София (2011), прев. Весела Прошкова
- Your Kids Are Your Own Fault: A Guide For Raising Responsible, Productive Adults (2009)
Детето ти е страхотно! Ти не ставаш!, изд.: ИК „Кръгозор“, София (2010), прев. Весела Венчева-Тодорова
- The Idiot Factor: The 10 Ways We Sabotage Our Life, Money and Business (2009)
- Grow A Pair; How To Stop Being A Victim and Take Back Your Life, Your Business and Your Sanity (2013)
Трябва да имаш яки топки, изд.: ИК „Кръгозор“, София (2014), прев. Антоанета Дончева-Стаматова